# Nesticella liuzhaiensis
Nesticella liuzhaiensis (лат.) — вид пауков рода Nesticella из семейства Пауки-нестициды (Nesticidae). Китай.

## Распространение
Встречается в юго-восточной Азии: Китай, Гуанси-Чжуанский автономный район, уезд Наньдань, деревня Лунли, пещера у реки Диксия; 25,27530°N, 107,44731°E, 880 м).

## Описание
Мелкие пауки, общая длина около 2 мм. Основная окраска желтоватая. Nesticella liuzhaiensis можно отличить от всех остальных, относящихся к группе Nesticella brevipes, по очень крупному и квадратному короткому скапусу гениталий (scape), плоскому заднему краю и почти прямым копулятивным протокам, видимым сквозь прозрачный покров, которые придают эпигине U-образную форму. Nesticella robusta и N. machadoi из Анголы морфологически сходны с N. liuzhaiensis. Новый вид можно отделить от N. robusta по более прямым и менее извилистым копулятивным протокам (Cd), а от N. machadoi — по более мелким сперматекам (S), более широко разделенным копулятивным протокам (Cd) и прямому, а не вогнутому заднему краю скапуса (scape). Вид был впервые описан в 2016 году энтомологами из Китая (Yu-Cheng Lin, Shu-Qiang Li, Southeast Asia Biodiversity Research Institute and Institute of Zoology, Китайская академия наук, Пекин) и Италии (Francesco Ballarin, Museo di Storia Naturale of Verona, Верона).